# True Power
True Power es el tercer álbum de estudio de la banda estadounidense de metalcore I Prevail. Fue lanzado el 19 de agosto de 2022 a través de su sello discográfico Fearless Records. El álbum fue precedido por los seis sencillos "Body Bag", "Bad Things", "Self-Destruction", "There's Fear in Letting Go", "Deep End" y "Closure". Este fue el último álbum de estudio que contó con la participación del miembro fundador y vocalista Brian Burkheiser antes de su salida de la banda en mayo de 2025.

## Antecedentes y grabación
El álbum fue producido por Tyler Smith, quien también produjo el álbum anterior de la banda Trauma (2019). En una entrevista con Wall of Sound, el guitarrista Steve Menoian habló sobre el proceso de creación del álbum:

"[Nos] atrajo mucho más, al igual que las vibraciones del rock and roll en este disco y creo que parte de eso fue como desafiar las expectativas, pero también es parte de lo que nos atrajo en ese momento. Así que Siento que siempre queríamos tener este disco... [mantenerte] adivinando y sin sentir que realmente podrías predecir lo que vendrá en muchos lugares. Y siento que fue una especie de evolución natural de la composición de canciones que estábamos me atrajo [en] este disco y sí, creo que es una combinación genial de estilos para lo que pudimos crear".

## Composición
True Power ha sido descrito como metalcore, post-hardcore, hard rock, rap metal, y nu metal, con elementos de pop, trap, electrónica y grunge. Los vocalistas Brian Burkheiser y Eric Vanlerberghe incorporan voces de rap en el álbum.

## Lanzamiento
El 17 de junio de 2022, la banda lanzó el sencillo principal "Body Bag". El 12 de julio de 2022, la banda lanzó el segundo sencillo "Bad Things". El 19 de agosto de 2022, la banda lanzó un video musical de la canción "Self-Destruction". El álbum fue lanzado el 19 de agosto de 2022.

## Lista de canciones
| N.º | Título                       | Duración |  |
| 1.  | «0:00»                       | 0:41     |  |
| 2.  | «There’s Fear in Letting Go» | 3:54     |  |
| 3.  | «Body Bag»                   | 3:16     |  |
| 4.  | «Self-Destruction»           | 2:26     |  |
| 5.  | «Bad Things»                 | 3:48     |  |
| 6.  | «Fake»                       | 2:51     |  |
| 7.  | «Judgement Day»              | 2:46     |  |
| 8.  | «FWYTYK»                     | 3:17     |  |
| 9.  | «Deep End»                   | 3:26     |  |
| 10. | «Long Live The King»         | 3:00     |  |
| 11. | «Choke»                      | 3:02     |  |
| 12. | «The Negative»               | 2:20     |  |
| 13. | «Closure»                    | 3:09     |  |
| 14. | «Visceral»                   | 2:44     |  |
| 15. | «Doomed»                     | 3:47     |  |

## Posicionamiento en lista
| Lista (2022)                         | Posiciona |
| ------------------------------------ | --------- |
| Alemania (Offizielle Top 100)        | 28        |
| Australian Albums (ARIA)             | 5         |
| Escocia (Scottish Albums Chart)      | 84        |
| Reino Unido (UK Albums Chart)        | 96        |
| Reino Unido (UK Rock & Metal Albums) | 3         |

## Personal
- Brian Burkheiser - Voz
- Eric Vanlerberghe - Voz gutural y limpia
- Steve Menoian - Guitarra líder, Bajo
- Dylan Bowman - Guitarra rítmica, segunda voz
- Gabe Helguera - Batería